# Riu Valira del Nord
Riu Valira del Nord är ett vattendrag i Andorra. Det ligger i den sydvästra delen av landet. Riu Valira del Nord mynnar i Les Escaldes i La Valira.
I trakten runt Riu Valira del Nord växer i huvudsak skog.